# Iglesia de Santa María (Pineda de Mar)
La iglesia de Santa María es la parroquial de la población de Pineda de Mar, en la provincia de Barcelona.

## Historia
Fue consagrada por Berenguer Grifré en el año 1079. De la antigua iglesia románica no queda nada, ya que en el siglo XVI fue derribada para edificar una nueva. Este nuevo templo después de sufrir el saqueo del corsario Dragut en el año 1545, fue fortificado. Sobre el dintel de la puerta hay una inscripción que recuerda el hecho.
En el siglo XVIII se amplió con naves laterales y con un campanario octogonal a la vez que se derribaron todos los restos de la fortificación. De la fachada se puede destacar los interesantes esgrafiados geométricos realizados en 1948 según diseño del arquitecto Isidre Puig i Boada.